# Natalia Baquedano
Natalia Baquedano (1872-1936) fue una de las pioneras de la fotografía en México.
La historiografía mexicana la consideró en un primer momento la primera fotógrafa mexicana. Hoy Baquedano se cuenta entre las pioneras de la fotografía en México. Eli Bartra, Rebeca Monroy Nasr y José Antonio Rodríguez han estudiado su trabajo: la primera dedicó parte de su artículo "Por las inmediaciones de la mujer y el retrato fotográfico: Natalia Baquedano y Lucero González", publicado en la revista Política y Cultura, editada por la UAM Xochimilco, a la biografía y obra de Baquedano, así como a su análisis.  Monroy también prestó atención a las aportaciones de esta fotógrafa en el artículo “Mujeres en el proceso fotográfico (1880-1950)”, publicado en el número 8 de la revista Alquimia, dedicado a las “Fotógrafas en México (1880-1955)”.  Rodríguez abordó el trabajo y la trayectoria de Baquedano en su libro Fotógrafas en México (1872-1960) . 
Asimismo, Shanti Lesur, sobrina bisnieta de Baquedano, se ha dedicado al rescate y estudio de la obra de esta fotógrafa, fundando el Archivo Shanti Lesur que se compone de material fotográfico de la autoría de Baquedano. En 2007, Lesur realizó una muestra sobre la obra de esta fotógrafa en el Museo Regional Cuauhnahuac, ubicado en el Palacio de Cortés, en la ciudad de Cuernavaca, Morelos, México. 
Como han señalado Bartra y Monroy, el caso de Baquedano también resulta relevante ya que ésta favoreció sus estudios y su profesión sobre el imperativo de la época de convertirse en esposa y madre, lo cual pudo haber jugado a favor de su desarrollo como fotógrafa. Baquedano abrió uno de los primeros estudios fotográficos fundados y trabajados por mujeres en México. Asimismo, la fotógrafa se sumó al espíritu de invención de las primeras décadas del desarrollo de la fotografía, creando innovadores procesos fotográficos.

## Biografía
Bartra señala que Baquedano nació en la ciudad de Querétaro en 1872. Sus padres fueron Francisco Baquedano, dueño de una empacadora de alimentos, e Isabel Hurtado, quienes tuvieron cuatro hijas más. Rodríguez indica que Baquedano comenzó su formación artística en Querétaro “bajo la dirección del Sr. Almaraz en los ramos de dibujo, pintura y escultura”. Monroy destaca que Baquedano se independizó de su familia desde joven, viajando y estableciéndose por sí sola en la Ciudad de México para ingresar en la ENBA, probablemente entre 1895 y 1897.
Tanto Bartra como Rodríguez aportan datos sobre el estudio fotográfico de Baquedano: la primera señala que éste se encontraba en la calle de Alcacería No. 6, esquina con 5 de Mayo, y el segundo que éste fue abierto en 1898 junto con una socia, A. Rico, bajo el nombre Fotografía Nacional.
Además de estos datos biográficos, se sabe que Baquedano no contrajo matrimonio ni tuvo hijos, y que murió en 1936 a la edad de 64 años.

## Obra
Tanto Bartra como Rodríguez señalan que Baquedano se dedicó principalmente al retrato. Rodríguez cita un anuncio de Fotografía Nacional que indicaba el tipo de trabajo realizado en éste: “fotografía sobre papel platino, albúmina, seda, porcelana, metal y a todo lo que se pueda aplicar fotografías. – Iluminaciones sobre espejos al óleo y acuarela. – Retratos, vistas y grupos fuera del taller. Precios convencionales. Amplificaciones de todos los tamaños, directas o tomadas de cualquier retrato, por pequeño que sea, garantizado el parecido”. Asimismo, este documento anunciaba una “Novedad”: la “fotografía sobre flores naturales”. Ésta fue una invención de Baquedano, la cual le ganó celebridad, patentándola a su nombre y obsequiando a Carmen Romero Rubio de Díaz un ramo de flores de este tipo.
Sobre su trabajo de estudio, Rodríguez señala que éste se encontraba “muy en consonancia con el de sus contemporáneos”. En su publicación, éste autor reproduce una de las fotografías de estudio de Baquedano: un retrato de grupo de la Comisión Fundadora de la Sociedad Astronómica de México, ca. 1900.
Tanto Rodríguez como Bartra señalan que, además de los retratos individuales o de grupo realizados en el estudio fotográfico de Baquedano, esta artista realizó también algunas composiciones similares a puestas en escena “que parecen tomadas de la cotidianidad (la imagen de sus padres, elegantemente vestidos, bebiendo cerveza), o bien meramente teatrales (un niño sentado en la luna, otro como angelito) y hasta lo lúdico”. Tanto Nasr como Rodríguez reproducen una composición en este tenor, que parecería ser un post mortem de un infante, titulado El santo niño de la suerte, y fechado ca. 1905, en donde éste aparece dormido junto a un cráneo. En cuanto a su estilo, Nasr describe su “innegable sentido estético de suyo romántico y prerrafaelista”.
De acuerdo con Bartra, el Archivo Shanti Lesur está compuesto casi en su totalidad por retratos de la familia de la fotógrafa, entre los que destacan los retratos de su hermana Clemencia. La autora destaca estas composiciones y llama la atención sobre la “absoluta predilección [de Baquedano] por las mujeres y sobre todo por su hermana Clemencia”, así como “el carácter dinámico de sus retratos”. Asimismo, agrega que en ellas “se establecía un juego entre las hermanas; es más que nada eso lo que comunican estas fotos, son expresión de algo bastante lúdico”.
Bartra también aborda algunas cuestiones de género sobre la obra de Baquedano, encontrando algunas particularidades sobre la forma en que ésta retrataba mujeres en contraste con los retratos típicos de la época. En su artículo Bartra reprodujo varias de estas fotografías, entre las que se encuentra un retrato de la misma Baquedano. Asimismo, Bartra señala que el material fotográfico resguardado por el Archivo Shanti Lesur consta de alrededor de 250 piezas, entre las que se encuentran daguerrotipos, negativos en película flexible de nitrocelulosa, placas de vidrio e impresiones en papel.
El mismo Rodríguez señala que de Baquedano también se conocen “retratos circunstanciales hechos en un pasillo, en una habitación frente a un espejo, como los que le hizo a su hermana Clemencia, que se han conservado entre sus herederos”.